# یوسف القدیوی
یوسف القدیوی (انگلیسی: Youssef Kaddioui؛ زادهٔ ۲۸ سپتامبر ۱۹۸۴) بازیکن فوتبال اهل مراکش است.
از باشگاه‌هایی که در آن بازی کرده‌است می‌توان به باشگاه ورزشی الخریطیات، باشگاه فوتبال الوداد کازابلانکا، باشگاه فوتبال الظفره، باشگاه فوتبال الامارات امارات، باشگاه فوتبال الوحده عربستان سعودی، باشگاه فوتبال ارتش سلطنتی مراکش، باشگاه فوتبال الوحده امارات، و باشگاه فوتبال الرجا اشاره کرد.
وی همچنین در تیم ملی فوتبال مراکش بازی کرده‌است.